# Uwharrie Mountains
Uwharrie Mountains er en lav bjergkæde i North Carolina, USA. Bjergkæden strækker sig gennem amterne Randolph, Montgomery, Stanly og Davidsson, og dens lavere udløbere strækker sig ind i Cabarrus, Ansom og Union og den slutter i et bakkeområde i Person County.
Bjergkæden er dannet for omkring 500 millioner år siden i forbindelse med en kollision mellem de den nordamerikanske og den afrikanske tektoniske plade. Bjergkæden er dermeden af de ældste i USA. Den menes oprindeligt at have været omkring 6.000 meter høj, men den er meget eroderet, og bjergkædens højeste punkt, High Rock Mountain, er kun 341 meter over havets overflade.
Oprindeligt lå bjergkæden ved Atlanterhavets kyst, men pladetektonisk aktivitet har betydet at landet har hævet sig, så bjergkæden nu ligger i Piedmont området, mere end 200 km fra kysten.
Bjergkæden har givet navn til Uwharrie National Forest, som blev designeret i 1961 af præsident John F. Kennedy, efter at al skov i området var helt udryddet af tømmerhugst.
I 1799 blev der fundet guld i bjergene i Cabarrus County, og det gav anledning til USA's første tilfælde af guldfeber, The North Carolina Gold Rush.